# Беркшир
Беркшир (Ба́ркшир, англ. Berkshire, МФА /ˈbɑrkʃər/) — графство в Англії, у долині річки Темза, в так званій Зеленій області (домашні графства). Уходить до складу Південно-Східної Англії. Столиця й найбільше місто — Редінґ. Населення 812 200 осіб (26-те місце серед графств; оцінка 2005 року).

## Географія

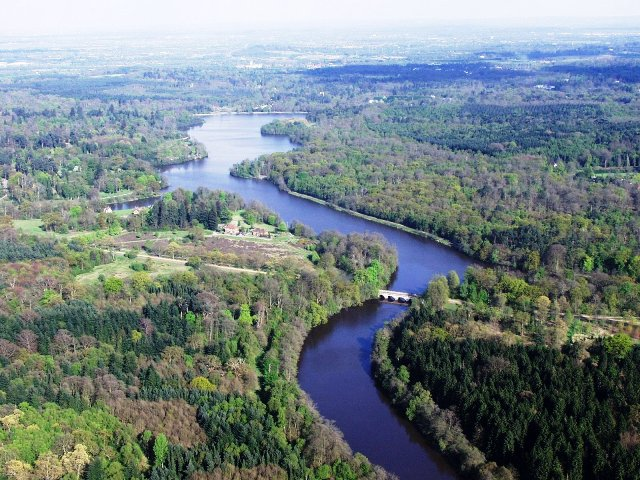
Вид з повітря на озеро Вірджинія на південній околиці Великого Віндзорського парку

Загальна площа 1262 км² (40-е місце). Межує на сході з Великим Лондоном, на південному сході — із Сурреєм, на півдні — з Гемпширом, на заході — з Вілтширом, на півночі — з Оксфордширом, на північному сході — з Бакінгемширом.
- Населення 825 600 осіб (Оцінка 2007  року)
- Густота населення 654/км²
- Площа 1262 км²

Найбільші міста:
| Місто     | Населення, осіб |
| --------- | --------------- |
| Редінг    | 155 300         |
| Слау      | 119 067         |
| Мейденгед | 78 000          |
| Бракнелл  | 50 131          |
| Вокінґем  | 30 403          |
| Ньюбері   | 28 339          |
| Віндзор   | 26 885          |
| Тетчем    | 22 824          |
| Сендгурст | 20 803          |

## Історія

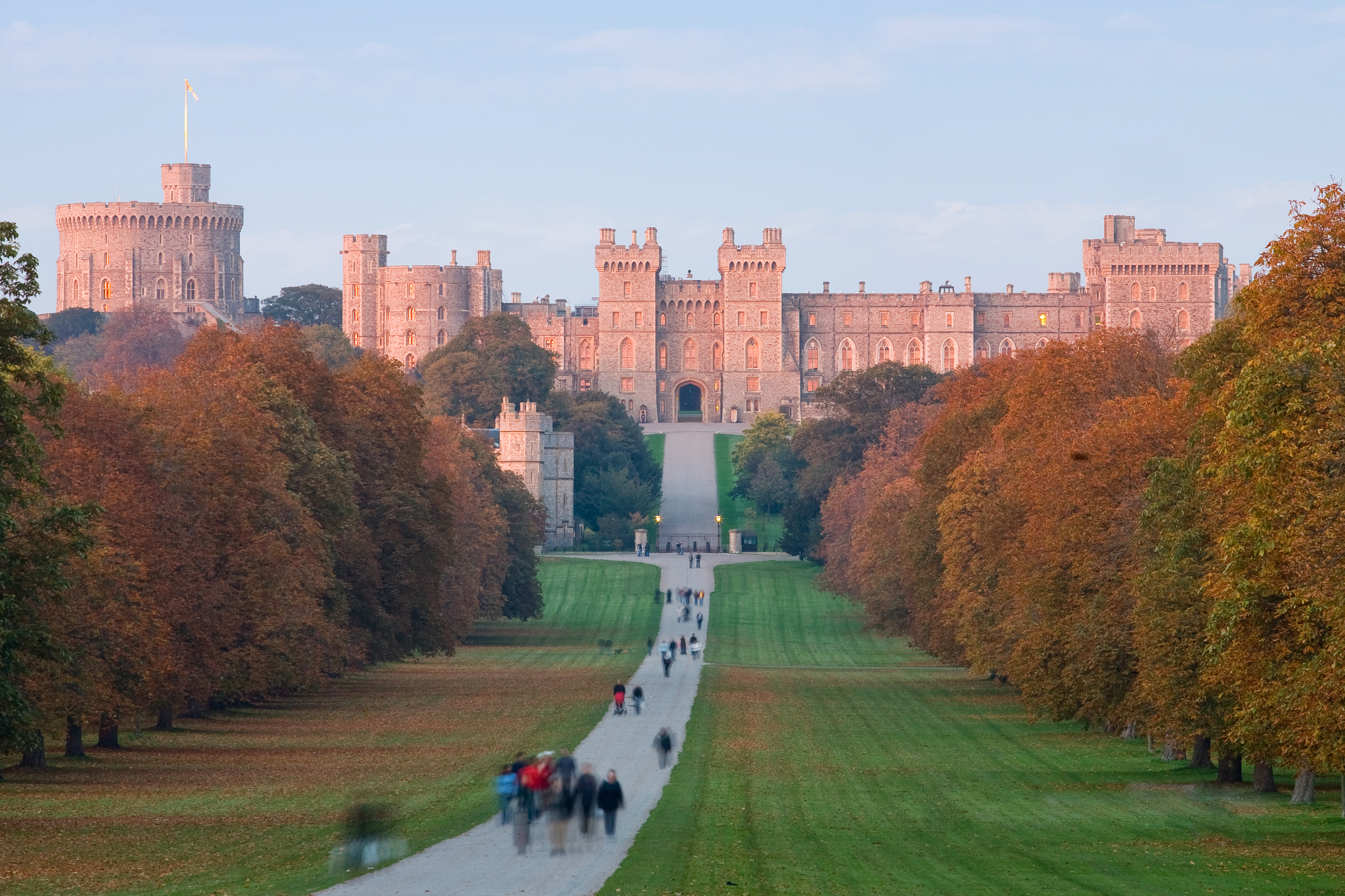
Віндзорський замок

На початку 870-х років на території Беркшира відбулися битви між армією Альфреда Великого та данцями, в тому числі битва при Енґелфілді, битва при Ешдауні та битва при Редінґу. Ньюбері був місцем двох битв Громадянської війни, Перша битва при Ньюбері (у Ваш-Коммон) у 1643 році та друга битва при Ньюбері (у Спіні) у 1644 році. Розташований неподалік замок Доннінгтон (англ. Donnington) був ущент зруйнований під час другої Битви. Битва при Редінгу відбулася 9 грудня 1688. Це була єдина істотна військова дія в Англії під час Славної революції та закінчилася рішучою перемогою сил, вірних Вільгельму Оранському. Це було відзначено в Редінгу протягом сотень років після цього.
Столицею традиційного графства Беркшир було місто Абінгдон, яке після реформи місцевого самоврядування 1972 року увійшло до складу графства Оксфордшир.

## Економіка
Найбільший міжнародний аеропорт Лондона Гітроу знаходиться безпосередньо на кордоні з Беркширом.
У Беркширі знаходяться штаб-квартири таких великих компаній як «Hewlett-Packard», «Vodafone» і «Bayer», відділення «ICI Paints Division» хімічної компанії «Imperial Chemical Industries».